# Галда-де-Сус
Галда-де-Сус (рум. Galda de Sus) — село у повіті Алба в Румунії. Входить до складу комуни Галда-де-Жос.
Село розташоване на відстані 280 км на північний захід від Бухареста, 16 км на північ від Алба-Юлії, 61 км на південь від Клуж-Напоки.

## Населення
За даними перепису населення 2002 року у селі проживали 449 осіб, з них 448 осіб (99,8%) румунів. Усі жителі села рідною мовою назвали румунську.